# Majestic Film
Majestic ist ein deutsches Filmunternehmen, das als Filmverleih und Filmproduktionsgesellschaft tätig ist.

## Geschichte
Die Majestic Filmproduktion GmbH und Majestic Filmverleih GmbH wurden 2006 von dem deutschen Filmverleiher und -produzenten Benjamin Herrmann und dem Medieninvestor David Groenewold in Berlin gegründet. Groenewolds Anteile übernahm später die von ihm kontrollierte Odeon Film. 2008 wurde zur Auswertung der Videorechte Majestic Home Entertainment GmbH gegründet. Der Vertrieb (Kino und Video) lief bis 2019 über die deutsche Tochter des amerikanischen Studios 20th Century Fox. 2011 übernahm Benjamin Herrmann die von der Odeon Film gehaltenen Anteile an den Majestic-Gesellschaften zu 100 %.
Ziel ist es jeweils, wenige ausgewählte, anspruchsvolle und kommerziell viel versprechende (vorrangig deutsche) Kinofilme für ein eher erwachsenes Publikum zu produzieren und zu verleihen. Bereits mit den ersten Produktionen ging diese Strategie auf: Der erste große Film des jungen Unternehmens, Doris Dörries Kirschblüten – Hanami, avancierte mit über 1,1 Mio. Besuchern zum erfolgreichsten Arthouse-Film des Jahres 2008. Philipp Stölzls Bergabenteuer Nordwand wurde mit zwei Deutschen Filmpreisen ausgezeichnet und erreichte über 600.000 Zuschauer in den deutschsprachigen Kinos. Die Produktion John Rabe unter der Regie von Oscar-Gewinner Florian Gallenberger wurde beim Deutschen Filmpreis und Bayerischen Filmpreis als bester Film des Jahres ausgezeichnet, das Publikumsinteresse blieb jedoch, nicht zuletzt aufgrund eines früh hereinbrechenden Sommers, hinter den hohen Erwartungen zurück. Mit Sherry Hormanns Wüstenblume nach dem Bestseller von Waris Dirie gelang Majestic wieder ein großer Erfolg, mit über 1,1 Mio. Besuchern und mehreren Auszeichnungen, darunter dem Bayerischen Filmpreis als Bester Film. 2010 startete Feo Aladağs Ehrenmord-Drama Die Fremde, ausgezeichnet mit dem Deutschen Filmpreis als Bester Film und für die Beste Hauptdarstellerin. Die Fremde war der deutsche Kandidat für die Oscar-Verleihung 2011. Unter den vier Filmen, die Majestic 2011 ins Kino brachte, waren Marcus H. Rosenmüllers Sommer in Orange und Christian Züberts Dreiviertelmond mit über 560.000 bzw. 400.000 Zuschauern sehr erfolgreich.
Im selben Jahr co-produzierte und verlieh Majestic Hermine Huntgeburths Verfilmung des Mark-Twain-Klassikers Tom Sawyer mit Heike Makatsch und Benno Fürmann, der knapp 500.000 Kinobesucher anlocken konnte. Die Fortsetzung, Die Abenteuer des Huck Finn, wurde gleich im Anschluss gedreht und startete am 20. Dezember 2012. Weitere Kinostarts im Jahr 2012 waren Ralf Huettners skurrile Komödie Ausgerechnet Sibirien mit Joachim Król in der Hauptrolle sowie die Generationen-Komödie Omamamia von Tomy Wigand mit Marianne Sägebrecht, Annette Frier und Miriam Stein.
Die Verfilmung von Charlotte Roches Skandalbestseller Feuchtgebiete unter der Regie von David F. Wnendt erreichte 2013 über eine Million Besucher in den deutschen und österreichischen Kinos.
2014 startete die eigenproduzierte Tragikomödie Hin und weg unter der Regie von Christian Zübert, mit Florian David Fitz, Julia Koschitz, Jürgen Vogel, Miriam Stein und Hannelore Elsner in den Hauptrollen.
Die internationale Majestic-Produktion Colonia Dignidad – Es gibt kein Zurück mit Emma Watson und Daniel Brühl in den Hauptrollen, erneut unter der Regie von Florian Gallenberger, feierte ihre Premiere auf dem Toronto International Film Festival, wurde erneut für den Besten Film mit dem Bayerischen Filmpreis ausgezeichnet und startete 2016 in den deutschen Kinos.
2017 starteten die Agentenkomödie Kundschafter des Friedens, Josef Haders Regiedebüt Wilde Maus und der von Nora Tschirner produzierte Dokumentarfilm Embrace – Du bist schön, der zum erfolgreichen Event-Start aller Zeiten avancierte.
2018/19 kamen der Dokumentarfilm Eldorado vom More-than-Honey-Regisseur Markus Imhoof in die Kinos, Grüner wird’s nicht, sagte der Gärtner und flog davon, eine Majestic-Produktion von Benjamin Herrmann unter der Regie von Florian Gallenberger, sowie Rainer Kaufmanns Scheidungskomödie Und wer nimmt den Hund?
2021 folgen nach der Covid-bedingten Schließung der Kinos die beiden Arhouse-Hits Ich bin dein Mensch von Maria Schrader und Die Unbeugsamen von Torsten Körner, sowie die Midlife Crisis-Komödie Es ist nur eine Phase, Hase, eine Majestic-Produktion von Benjamin Herrmann unter der Regie von Florian Gallenberger.
2015, 2018 und 2023 wurde Majestic von der Staatsministerin für Kultur und Medien Monika Grütters mit dem BKM-Verleiherpreis für besondere Leistungen bei der Verbreitung künstlerisch herausragender Filme ausgezeichnet.
Auch als TV-Produzent ist Majestic aktiv, so startete die erste eigenproduzierte TV-Serie, Sexuell verfügbar von Creatorin Caroline Rosales und Regisseurin Ulrike Kofler, am 8. März 2024 in der ARD Mediathek.

## Filmografie
Zu den von Majestic produzierten bzw. verliehenen Filmen gehören u. a.:
- 2007: Die Hochstapler (Regie: Alexander Adolph)
- 2007: Der große Ausverkauf (Regie: Florian Opitz)
- 2007: An ihrer Seite (Regie: Sarah Polley)
- 2008: Kirschblüten – Hanami (Regie: Doris Dörrie)
- 2008: Nordwand (Regie: Philipp Stölzl)
- 2009: Der Knochenmann (Regie: Wolfgang Murnberger)
- 2009: John Rabe (Regie: Florian Gallenberger)
- 2009: Wüstenblume (Regie: Sherry Hormann)
- 2010: Die Fremde (Regie: Feo Aladag)
- 2011: Klitschko (Regie: Sebastian Dehnhardt)
- 2011: Sommer in Orange (Regie: Marcus H. Rosenmüller)
- 2011: Dreiviertelmond (Regie: Christian Zübert)
- 2011: Tom Sawyer (Regie: Hermine Huntgeburth)
- 2012: Ausgerechnet Sibirien (Regie: Ralf Huettner)
- 2012: Omamamia (Regie: Tomy Wigand)
- 2012: Die Abenteuer des Huck Finn (Regie: Hermine Huntgeburth)
- 2013: Feuchtgebiete (Regie: David F. Wnendt)
- 2014: Und Äktschn! (Regie: Frederick Baker)
- 2014: Zwischen Welten (Regie: Feo Aladag)
- 2014: Beste Chance (Regie: Marcus H. Rosenmüller)
- 2014: Hin und weg (Regie: Christian Zübert)
- 2015: Das ewige Leben (Regie: Wolfgang Murnberger)
- 2015: Coconut Hero (Regie: Florian Cossen)
- 2016: Colonia Dignidad – Es gibt kein Zurück (Regie: Florian Gallenberger)
- 2016: Grüße aus Fukushima (Regie: Doris Dörrie)
- 2017: Kundschafter des Friedens (Regie: Robert Thalheim)
- 2017: Wilde Maus (Regie: Josef Hader)
- 2017: Embrace – Du bist schön (Regie: Taryn Brumfitt)
- 2018: Eldorado (Regie: Markus Imhoof)
- 2018: Grüner wird’s nicht, sagte der Gärtner und flog davon (Regie: Florian Gallenberger)
- 2019: Und wer nimmt den Hund? (Regie: Rainer Kaufmann)
- 2020: Gipsy Queen (Regie: Hüseyin Tabak)
- 2020: Ausgrissn! (Regie: Julian Wittmann)
- 2021: Ich bin dein Mensch (Regie: Maria Schrader)
- 2021: Die Unbeugsamen (Regie: Torsten Körner)
- 2020: Es ist nur eine Phase, Hase (Regie: Florian Gallenberger)
- 2022: Willi und die Wunderkröte (Regie: Markus Dietrich)
- 2022: Eine deutsche Partei (Regie: Simon Brückner)
- 2022: Mittagsstunde (Regie: Lars Jessen)
- 2023: Weißt du noch (Regie: Rainer Kaufmann)
- 2024: Stella. Ein Leben. (Regie: Kilian Riedhof)
- 2024: Sexuell verfügbar (TV-Serie, Creatorin: Caroline Rosales, Regie: Ulrike Kofler)
- 2024: Die Herrlichkeit des Lebens (Regie: Georg Maas & Judith Kaufmann)
- 2024: Andrea lässt sich scheiden (Regie: Josef Hader)
- 2024: Madame Sidonie in Japan (Regie: Élise Girard)